# Bildungsroman
Een bildungsroman (Duits; vertaald in het Nederlands: "vormingsroman") is een psychologische roman die verhaalt over de ontwikkeling van de geest en persoonlijkheid van de protagonist gedurende de overgang van jeugd naar volwassenheid, waarbij gewoonlijk de bewustwording van de eigen identiteit en rol in de wereld een rol speelt. Het modelvoorbeeld voor het genre was Goethes Wilhelm Meisters Lehrjahre uit 1796.
De term bildungsroman werd in 1820 bedacht door Johann Karl Simon Morgenstern.

## Omschrijving
Centraal staat de emotionele, morele en intellectuele groei van het (meestal jonge) hoofdpersonage. Het hoofdpersonage wordt vaak gevormd door de mensen die hij ontmoet en met wie hij omgaat. Zijn levensverhaal wordt gekenmerkt door de zoektocht naar zingeving en harmonie. Heel vaak staat het conflict tussen de protagonist en de maatschappij centraal, waarbij de protagonist de hem omringende normen en waarden stukje bij beetje leert accepteren, waardoor hij uiteindelijk toch in de maatschappij wordt opgenomen. In sommige verhalen is de protagonist pas na het bereiken van een zekere rijpheid in staat zich om anderen te bekommeren en te helpen. Het genre heeft dan ook didactische kenmerken die teruggaan op opvoedingsidealen uit de tijd van de Verlichting. Zoals de naam al aangeeft, was het genre vooral in Duitsland succesvol.
De bildungsroman is als genre ontstaan uit de folkloreverhalen waarin bijvoorbeeld een weinig intelligent persoon de wereld introk om elders zijn geluk te beproeven, vaak nadat hij eerst een verlies heeft geleden dat hem emotioneel sterk heeft geraakt. Als genre staat de bildungsroman zeer dicht bij de Entwicklungsroman, de Erziehungsroman en de Künstlerroman; de drie voornoemde genres worden in de literatuurwetenschap dan ook veelal als subgenres van de bildungsroman beschouwd. Wanneer bijvoorbeeld vooral de opvoeding van de jonge hoofdpersoon wordt benadrukt, als in Rousseau's Emile, dan spreekt men wel van een Erziehungsroman en als de hoofdpersoon zich ontwikkelt als kunstenaar, is de term Künstlerroman van toepassing.

## Enige titels

### Nederlands
- Frederik van Eeden, De kleine Johannes (3 delen, 1887, 1905, 1906).
- Herman Middendorp, Het zwarte venster (1923).
- Raymond Brulez, André Terval (1930).
- S. Vestdijk, Anton Wachter-romans (8 romans, verschenen 1934-1960).
- F. Bordewijk, Karakter (1938).
- Maurits Mok, Voorspel tot het leven (1946).
- G.K. van het Reve, De avonden (1947).
- Kees Verheul, Een jongen met vier benen (1982).
- Connie Palmen, De wetten (1991).

### Duits
- Johann Wolfgang von Goethe, Wilhelm Meisters Lehrjahre (1795-1796).
- Hermann Hesse, Demian (1919).
- Thomas Mann, Der Zauberberg (1924).
- Otto Gmelin, Das Haus der Träume (1937).
- Hermann Hesse, Das Glasperlenspiel (1943).

### Engels
- Charlotte Brontë, Jane Eyre (1847).
- George Eliot, The Mill on the Floss (1860).
- Charles Dickens, David Copperfield (1849-1850) en Great Expectations (1860-1861).
- William Somerset Maugham, Of Human Bondage (1915).
- Elizabeth Jane Howard, The Beautiful Visit (1950).
- J.D. Salinger, The Catcher in the Rye (1951).
- Sylvia Plath, The Bell Jar (1963).

### Frans
- Jean-Jacques Rousseau, Émile (1762).
- Romain Rolland, Jean-Christophe (1912).
- Marguerite Duras, l'Amant, (1984).

### Japans
- Haruki Murakami, Norwegian Wood (1987).

## Subtype: de kunstenaarsroman
Een belangrijke ondersoort van de bildungsroman is de kunstenaarsroman (Künstlerroman), die de groei van een schrijver of andersoortige kunstenaar beschrijft van de kindertijd tot aan het stadium van volwassenheid waarin de artistieke lotsbestemming en het meesterschap over een kunstdiscipline. Onder de voorbeelden van dit type bevinden zich enkele belangrijke romans uit de twintigste eeuw.  
- James Joyce, A Portrait of the Artist as a Young Man
- Marcel Proust, À la recherche du temps perdu